# M-laboratory
M-laboratory（エムラボラトリー）は日本のダンスカンパニー（現在はアートコレクティブ）。1999年10月結成。結成より10年間カンパニーによる創作活動を続け、2010年3月21日「停止。」公演をもってカンパニーによるクリエーションを無期限停止する。以降は三浦宏之を中心とする作品単位のユニットWorks-M名義で活動。また、7年間の停止期間を経て2017年2月「Moratorium end」公演によって、カンパニークリエーションを再開。2021年4月集団の形態をカンパニーからアートコレクティブへと移行した。略称はMラボ。

## 概要
1999年、当時パパ・タラフマラのダンサーとして活動していた三浦宏之と、フリーのダンサーとして活動していた丸山武彦によって結成される。結成からHeat Island Projectを始動し、2002年までに番外編を含め6作品を発表。
2001年には全編ピアノとヴァイオリンとチェロのオリジナル楽曲生演奏によるダンス作品「body + musical instrument」を発表。同年、Hong Kong Mono Fest 2001より招聘を受け三浦宏之ソロ作品「黒森～Forest in the Dark」を香港で発表する。
9.11同時多発テロ事件をうけ、2003年より戦争三部作「ジョニーは戦場へ行った（仮）」「〜はなぞの〜」「忘却都市」を発表。「ジョニーは戦場へ行った（仮）」の短縮版として東京コンペ＃２に出品された「ジョニーは戦場へ行ったのか？」で同コンペティション優秀賞を受賞。「〜はなぞの〜」では朝日新聞に劇評が掲載され「独自の動きを探求し、それを声とコラージュさせて重ねてゆくなどの手法から、軽妙さを超えたしっかりとした手応えが残る。」と評される。また「忘却都市」では雑誌DDDにて「ダンス部分を凝集し、全体的に高密度の見応えある舞台を創った。様々な歯車がガッと噛み合ったような凄みがあった。」と評される。
2006年にはJADE INTERNATIONAL DANCE FESTIVAL 2006の「男振り」で「YUGUM～由我無～」を発表。同年セッションハウス「リンゴ企画」の芸術監督・プログラムディレクターを三浦宏之が務め、三浦宏之、笠井瑞丈、斉藤栄治、丸山武彦がそれぞれ１作品を製作し、通年で計４作品発表する。
2008年BUSAN INTERNATIONAL DANCE FESTIVALに招聘を受け、ダブルビル作品「Short piece」「Short peace」を発表。同年発表された「部屋のある穴～Life in hole～」ではカンパニー作品初となるダンサーオーディションを行い、５名が選出され出演している。また、５名のうち草野千裕と江頭慶子は次作「停止。」にも出演を果たした。
2010年3月21日、アサヒアートスクエアにて行われた１ステージのみの公演「停止。」において、カンパニー創作活動の無期限停止を宣言。停止の理由は明言されていない。メンバーの上村なおかは「前触れも何もなく、ある日三浦さんが停止を宣言。驚きはしたけれど静かに受け止めた。」と語っている。また、停止と時期を同じくして、主宰の三浦宏之は東京から岡山に移住した。
カンパニーの活動停止以降、2010年からはWorks-M名義で作品単位のユニットとして活動。2016年までに8作品を制作し、国内8都市で発表する。Works-M Vol.5「在／不在」は現代美術インスタレーション作品として発表。Works-M Vol.7「クオリアの庭」では2015年から2016年にかけて神戸・秋田・岡山・京都の4都市でレジデンス製作とプログレス発表を行い、最終の横浜公演は横浜ダンスコレクション2016アジアセレクションにて「クオリアの庭 Garden of qualia」として上演される。同作品ではメンバーの上村なおか、斉藤栄治に加え、目黑大路、高木貴久恵、安達香澄、宮内康乃、岩村原太をはじめ国内各都市在住のダンサーやスタッフによって構成された。また、同公演の挟み込みチラシにてM-laboratoryのカンパニー活動再開が報じられる。
2016年岡山市北区の旧内山下小学校にてMoratorium end progress「終わる前」を発表。同年Works-Mは作品ユニットからプロデュース・マネジメントへと事業修正され、2017年2月、中野テルプシコールで行われた「Moratorium end」によって７年間に及ぶ停止期間を経て、カンパニー活動が再開される。2018年、カンパニー初のフルレングスデュオ作品（三浦宏之と上村なおかによる）「いなくなる動物」にて岡山・沖縄・東京の三都市ツアーを行う。翌2019年3月には今津雅晴、上村なおか、笠井瑞丈、小暮香帆、三浦宏之による「あなたがいない世界」を東京にて発表。2020年9月「DAWNORDUSK」上演を終え、集団の形態をカンパニーからアートコレクティブへと移行した。

## メンバー
- 三浦宏之　主宰。1999年の結成時より参加。以降ほぼ全ての作品で作・構成・振付を手がける。2008年「部屋のある穴」で＜数分間椅子に座っているだけ＞という出演を最後にカンパニー作品への出演をしなくなるも、2018年上村なおかとのデュオ作品「いなくなる動物」にてカンパニー作品出演を復帰する。「いなくなる動物」「あなたがいない世界」では作品中楽曲の作曲も手がける。また、Works-Mではアートディレクターを務める。
- 丸山武彦　1999年の結成時より参加。以降ほぼ全ての作品に出演。また、2008 年12月「部屋のある穴」からは作品の照明プランを手がける。舞台照明家としても活動。
- 今津雅晴　2000年4月「Joule〜時施導軌〜」から参加。2008年から2012年はカナダ在住のため活動停止以前の6作品には出演していない。2016年11月の「終わる前」からメンバー復帰。ダンスユニット「猿目」主宰。2019年「あなたがいない世界」を最後にダンサーとしての活動を終える。
- 斉藤栄治　2000年4月「Joule〜時施導軌〜」から参加。以降ほぼ全ての作品に出演。活動中期よりM-laboratoryの作品において中心的な存在となる。パフォーマンスグループ「世界装置」主宰。
- 兼盛雅幸　2000年12月「Heat Live through～暴走する男達」から参加。また、2005年「〜はなぞの〜」から「停止。」までのカンパニー制作を兼任。
- 鈴木秀城　2000年12月「Heat Live through～暴走する男達」から参加。
- 笠井瑞丈　2003年9月「ジョニーは戦場へ行った（仮）」から参加。以降ほぼ全ての作品に出演。
- 上村なおか　2007年10月「忘却都市」からメンバーとして参加しているが、それ以前にサタデーナイトホストクラブの「EDEN〜果実売りは夜狂う〜」と「自転車操業」にゲストダンサーとして出演している。またさらにそれ以前に「〜はなぞの〜」のチラシ撮影をしている現場（渋谷スクランブル交差点）に偶然居合わせ、同チラシ写真に写り込んでいた[5]。
- 小暮香帆　2017年のカンパニー活動再開からメンバーとして参加。それ以前にWorks-Mの「とある場所とあるからだ」に出演している[6]。
- 田中麻美　2019年5月のオーディションにより選出。
- 野口友紀　2019年5月のオーディションにより選出。
- 宮脇有紀　2019年5月のオーディションにより選出。
- 山科達生　2020年「DAWNORDUSK」より参加。

## 作品

### M-laboratory

#### 1999年
- 10月Heat Island Project Vol.1「熱源譚」（神楽坂セッションハウス・東京）

#### 2000年
- 4月Heat Island Project Vol.2「Joule〜時施導軌〜」（神楽坂セッションハウス・東京）
- 9月Heat Island Project vol.3「蒼熱～blue craze」（佐賀町エキジビットスペース・東京）
- 12月Heat Island Project extra「Heat Live through～暴走する男達」（神楽坂セッションハウス・東京）
- 12月Heat Island Project vol.4「Latest Heat」（Westend studio・東京）

#### 2001年
- 2月「body + musical instrument」（神楽坂セッションハウス・東京）
- 5月「黒森～Forest in the Dark」Hong Kong Mono Fest 2001-a series of solo performances（Kwai Tsing Theatre Exhibition Gallery・香港）
- 6月「M-laboratory 草月美術館ギャラリーパフォーマンス」（草月美術館・東京）次世代草月生花の潮流「花をさがして」関連企画

#### 2002年
- 6月Heat Island Project vol.5「トウキョウヒート02」（Westend studio・東京）

#### 2003年
- 9月「ジョニーは戦場へ行った（仮）」（神楽坂セッションハウス・東京）

#### 2005年
- 10月「ジョニーは戦場へ行ったのか？」TOKYO COMPETITION 2005優秀賞受賞作品（丸ビルホール・東京）
- 12月「〜はなぞの〜」（神楽坂セッションハウス・東京）

#### 2006年
- 2月「廃憶の日々」（ノイエ・ルイーナ・岡山）
- 3月「YUGUM～由我無～」JADE INTERNATIONAL DANCE FESTIVAL 2006（新宿パークタワーホール・東京）
- 6月「EDEN～果実売りは夜狂う～」Ｍラボサタデーナイトホストクラブ第一夜（神楽坂セッションハウス・東京）
- 9月「大きな林檎の木の下で」Ｍラボサタデーナイトホストクラブ第二夜（神楽坂セッションハウス・東京）
- 12月「怪物園」Ｍラボサタデーナイトホストクラブ第三夜（神楽坂セッションハウス・東京）

#### 2007年
- 3月「自転車操業」Ｍラボサタデーナイトホストクラブ第四夜（神楽坂セッションハウス・東京）
- 10月「忘却都市」（アサヒアートスクエア・東京）

#### 2008年
- 2月「忘却都市より〜幾つかのシーンの抜粋〜」アジア・コンテンポラリーダンス・ナウ！（ぽんプラザホール・福岡）
- 8月「Short piece」「Short peace」（ダブルビル）BUSAN INTERNATIONAL DANCE FESTIVAL 2008（海雲台野外劇場・釜山）
- 12月「部屋のある穴～Life in hole～」（テルプシコール・東京）

#### 2010年
- 1月「停止。ワークインプログレスショーイング」（上之町會舘２階ホール・岡山）
- 3月「停止。」（アサヒアートスクエア・東京）

#### 2016年
- 11月Moratorium end progress「終わる前」（旧内山下小学校・岡山）

#### 2017年
- 2月「Moratorium end」（テルプシコール・東京）

#### 2018年
- 9月「いなくなる動物」岡山・沖縄公演（上之町會舘2階ホール・岡山／アトリエ銘苅ベース・沖縄）
- 11月「いなくなる動物」東京公演（テルプシコール・東京）

#### 2019年
- 3月「あなたがいない世界」（テルプシコール・東京）
- 11月「Moment of motion」（テルプシコール・東京）

#### 2020年
- 9月「DAWNORDUSK」（小金井 宮地楽器ホール 小ホール・東京）

### Works-M名義

#### 2010年
- 5月「速度と石〜speed and stone」（上之町會舘２階ホール・岡山）
- 6月「抑圧、あるいは不埒な関わり」（浦添市てだこホール・沖縄）
- 10月「世界は下らない会話で満ちている」（神楽坂セッションハウス・東京）

#### 2012年
- 10月「とある場所とあるからだ」（すろおが463・岡山／紺屋ギャラリー・福岡／テルプシコール・東京）

#### 2013年
- 10月「在／不在」（天神山文化プラザ・岡山／高梁市歴史美術館・高梁／奈義町現代美術館・津山）

#### 2014年
- 11月「lie_」クオリアの庭プログレス作品Vol.1（Art Theater dB Kobe・神戸）
- 12月「self_」（沖縄県立美術館・沖縄）

#### 2015年
- 8月「set_」クオリアの庭プログレス作品Vol.2（ココラボラトリー・秋田）
- 10月「float_」クオリアの庭プログレス作品Vol.3（すろおが463・岡山）
- 11月「past_」クオリアの庭プログレス作品Vol.4（京都芸術センター・京都）

#### 2016年
- 1月「クオリアの庭 Garden of qualia」横浜ダンスコレクション2016アジアセレクション（横浜赤レンガ倉庫１号館３階ホール・横浜）
- 3月「Human outline」（すろおが463・岡山）

#### 2018年
- 3月「未だ来ぬ時へと過ぎ去るからだ」（上之町會舘２階ホール・岡山）

## 参加アーティスト・スタッフ
- 角田寛生　「あなたがいない世界」「DAWNORDUSK」で一部楽曲製作と音響を担当。
- 古矢涼子　「停止。」「Moratorium end」「DAWNORDUSK」にて照明オペレーションを担当。「いなくなる動物」三都市ツアー、「あなたがいない世界」で照明デザインを担当。
- 目黑大路　「lie_」「float_」「past_」「クオリアの庭 Garden of qualia」（Works-M作品）に出演。舞踏家・振付家。
- 安達香澄　「set_」「float_」「past_」「クオリアの庭 Garden of qualia」（Works-M作品）に出演。ダンサー・振付家。
- 高木貴久恵　「lie_」「set_」「float_」「past_」「クオリアの庭 Garden of qualia」（Works-M作品）に出演。ダンサー・振付家。
- 宮内康乃　作曲家。「部屋のある穴」「停止。」で作曲と音響、「クオリアの庭 Garden of qualia」（Works-M作品）で作曲を担当。パフォーマンスグループつむぎね主宰。
- 岩村原太　舞台照明家・美術家。「クオリアの庭 Garden of qualia」（Works-M作品）で照明デザインを担当。京都造形芸術大学舞台芸術学科教授。
- 井上直美　「クオリアの庭 Garden of qualia」（Works-M作品）で衣装を担当。糸へんデザイン工房主宰。
- 山本和馬　「クオリアの庭 Garden of qualia」（Works-M作品）で構成補佐を担当。
- 牛川紀政　「YUGUM〜由我無〜」で音響「忘却都市」で一部楽曲製作と音響を担当。「クオリアの庭 Garden of qualia」（Works-M作品）で音響を担当。
- 堀進太郎　「Latest Heat」から「部屋のある穴」までの多くの作品で舞台美術と宣伝美術を担当。
- Andy GILLIS（International WOW COMPANY）　「ジョニーは戦場へ行った（仮）」「ジョニーは戦場へ行ったのか？」「〜はなぞの〜」「廃憶の日々」「忘却都市」「Short piece」「Short peace」のへ楽曲提供。
- 草野千裕　「部屋のある穴」オーディションにて選出。同作品と「停止。」「世界は下らない会話で満ちている」（Works-M作品）に出演。
- 江頭慶子　「部屋のある穴」オーディションにて選出。同作品と「停止。」に出演。
- 堀井妙子  「部屋のある穴」オーディションにて選出。同作品に出演。その後は鈴木ユキオ作品のダンサーとして活動。
- 源長夏海　「部屋のある穴」オーディションにて選出。同作品に出演。
- 藤田拓哉　「部屋のある穴」オーディションにて選出。同作品と「Short piece」「Short peace」に出演。
- 江戸川卍丸（現・江戸川じゅん兵）　「〜はなぞの〜」「廃憶の日々」に出演。
- 五木田光仁　ストリートダンサー。「ジョニーは戦場へ行ったのか？」「〜はなぞの〜」に出演。
- 大岩航平　ミュージシャン。「廃憶の日々」でバイオリン生演奏を担当。
- 古南文秀　ミュージシャン。「廃憶の日々」でパーカッション生演奏を担当。
- 小石原剛　「廃憶の日々」「停止。」にて宣伝美術を担当。
- 宮崎舞　「〜はなぞの〜」「忘却都市」の生花オブジェを担当。
- 野和田恵里花　「草月美術館パフォーマンス」に出演。
- 新井南都　「トウキョウヒート02」の楽曲製作。
- 奈良彩子　「トウキョウヒート02」の楽曲製作。
- Mother　「body + musical instrument」でピアノ・ヴァイオリン・チェロの生演奏を担当。
- 宮沢さおり　「Latest Heat」「トウキョウヒート02」に出演。
- MILLA　「Latest Heat」「トウキョウヒート02」に出演。
- 森田有紀　「Latest Heat」「トウキョウヒート02」「草月美術館パフォーマンス」に出演。
- 金子あい　「Latest Heat」「トウキョウヒート02」に出演。その後はイデビアンクルーのダンサーとして活動。
- 松嶋創　俳優。「トウキョウヒート02」に出演。
- 田染友秀（空間工房タシブトフクシマ）　「熱源譚」「Joule〜時施導軌〜」「Latest Heat」「トウキョウヒート02」の舞台美術を担当。
- 宮木亜弥　「Joule〜時施導軌〜」「Latest Heat」の一部衣装を担当。
- 関根一郎（ぐれこはうす）　「Latest Heat」「トウキョウヒート02」の照明プラン・デザインを担当。
- 江澤千香子　「Latest Heat」「トウキョウヒート02」の音響、音源製作を担当。

〈サタデーナイトホストクラブゲスト出演者〉
- 「EDEN〜果実売りは夜狂う〜」　上村なおか（メンバー以前）　東野祥子　森下真樹
- 「大きな林檎の木の下で」　ナオミミリアン　Jou　鯨井謙太郒　定方まこと　高橋幸平
- 「怪物園」　畦地亜耶加　池野拓哉　岩男雅美　遠田誠　太田博久　長井江里奈　はと　東野祥子　樋口信子　堀川昌義　Jou
- 「自転車操業」　岩男雅美　上村なおか（メンバー以前）　関口満紀枝　定方まこと（ピアノ）NATSU（バイオリン・ピアノ）

## 受賞
- 2005年　横浜ダンスコレクションR ソロ×デュオコンペティションにてナショナル協議員賞受賞。（三浦宏之ソロ作品「第三惑星怒れる男・たびお・その他の短編」）
- 2005年　東京コンペ＃２にて優秀賞受賞。（M-laboratory作品「ジョニーは戦場へ行ったのか？」）